# Лан (город)
Лан (устар. Лао́н, фр. Laon [lɑ̃], пикард. Laon) — город на севере Франции, регион О-де-Франс, префектура департамента Эна. Расположен в 155 км к югу от Лилля и в 138 км к северо-востоку от Парижа, в месте пересечения автомагистрали А26 «Англия» и национальной автомагистрали N2. В центре города находится железнодорожная станция Лан линии Ла-Плен–Ирсон, от которой отходят линии Лан-Реймс и Лан-Амьен.
Население (2018) — 24 710 человек.
Старая часть города расположена на холме высотой 188 м, у подножия которого простираются новые городские кварталы с промышленными предприятиями и вокзалом.

## История
Расположение галльского поселения на вершине естественного возвышения побудило римлян укрепить это место, дав ему название Laudunum. 
В V веке святой Ремигий, будучи местным уроженцем, назначил Лан резиденцией одного из подчинённых ему епископов. Здесь родилась Бертрада Лаонская, мать Карла Великого. Их потомки ещё более возвеличили город, сделав его одним из главных центров политической жизни во франкском государстве. Здесь родились короли Франции Людовик IV и его сын Лотарь III. Только с приходом к власти Гуго Капета в 987 году французские короли окончательно утвердили свою столицу в Париже.
Ключевым событием средневековой истории Лана было восстание горожан в 1112 году против епископа Годри, подавленное Людовиком VI. Во время Столетней войны город неоднократно переходил из рук в руки, однако в военной истории остался благодаря сражению 9 и 10 марта 1814 г. между союзными русско-прусскими войсками под командованием прусского фельдмаршала Блюхера, и французами под предводительством Наполеона. Французы безуспешно штурмовали крепость Лана на высоком холме, а потом откатились под ударами Блюхера.
Во время Франко-прусской войны в 1870 году некий инженер взорвал пороховой склад, погубив 500 горожан и повредив стену собора. Нижний город сильно пострадал от бомбардировок на исходе Второй мировой войны.

## Достопримечательности
- Главной городской достопримечательностью во все времена был собор Нотр-Дам — один из наиболее совершенных образцов северофранцузского готического стиля. Он был построен в XII веке, достраивался в 1205—1215 гг.
- К тому же времени принадлежат здания соседнего аббатства и церковь Святого Мартина. Большой подземный зал в готическом стиле ныне приспособлен под больницу
- Ардонские ворота (porte d’Ardon) были возведены в конце 13 века, и именно через них Генрих IV совершил торжественный въезд в Лан, покоренный после трехмесячной осады[3]
- Дворец епископов, примыкающий с севера к собору Нотр-Дам
- Аббатства Святого Винсента и Святого Жана
- В городском музее выставлены редкие средневековые вещицы и картины братьев Ленен — уроженцев Лана. Во дворе музея — часовня, выстроенная в XII веке тамплиерами
- На одной из площадей стоит памятник ещё одному лаонцу — Жаку Маркетту, который первым из европейцев посетил верховья Миссисипи (нынешний штат Мичиган)

## Экономика
Структура занятости населения:
- сельское хозяйство — 0,2 %
- промышленность — 7,4 %
- строительство — 4,5 %
- торговля, транспорт и сфера услуг — 37,4 %
- государственные и муниципальные службы — 50,6 %

Уровень безработицы (2017) — 25,6 % (Франция в целом — 13,4 %, департамент Эна — 17,8 %). 

Среднегодовой доход на 1 человека, евро (2018) — 17 140 (Франция в целом — 21 730, департамент Эна — 19 690).

## Демография
Динамика численности населения, чел.

## Администрация
Пост мэра Лана с 2001 года занимает член партии Союз демократов и независимых Эрик Деле (Éric Delhaye). На муниципальных выборах 2020 года возглавляемый им правый список победил в 1-м туре, получив 61,54 % голосов.
| Период | Период | Фамилия        | Партия                                  | Примечания |
| ------ | ------ | -------------- | --------------------------------------- | --- |
| 1965   | 1977   | Ги Сабатье     | Объединение в поддержку Республики      | адвокат, член Генерального совета департамента, депутат Национального собрания Франции                                                         |
| 1977   | 1983   | Робер Омон     | Социалистическая партия                 | преподаватель колледжа, член Генерального совета департамента, депутат Национального собрания Франции                                          |
| 1983   | 1989   | Рене Дозьер    | Социалистическая партия                 | профессор университета, член Генерального совета департамента, президент Регионального совета Пикардии, депутат Национального собрания Франции |
| 1989   | 2001   | Жан-Клод Ламан | Объединение в поддержку Республики      | преподаватель колледжа, член Генерального совета департамента, депутат Национального собрания Франции                                          |
| 2001   | 2017   | Антуан Лефевр  | Союз за народное движение Республиканцы | научный сотрудник, сенатор |
| 2017   |        | Эрик Деле      | Союз демократов и независимых           | государственный служащий |

## Города-побратимы
- Зольтау, Германия
- Уинчестер, Великобритания

## Галерея
- Кафедральный собор Нотр-Дам
- Витражи в соборе Нотр-Дам
- Здание суда у крепостной стены
- Церковь Святого Мартина
- Часовня тамплиеров
- Суассонские ворота
- Дворец епископов
- Нижний город